# 第11屆香港電影金像獎
第11屆香港電影金像獎（英語：11th Hong Kong Film Awards）由香港影業協會、电影双周刊、香港電影導演會主办，香港戏院商会、香港专业摄影师学会、香港电影制片协会、香港武师公会和香港電影編劇家協會协办，於1992年4月5日晚上在香港文化中心大劇院舉行。

## 评选机制
本届金像奖评选仍分两轮进行，第一轮为电影专业人士一人一票评选，第二轮由五十位左右电影专业人士和影评人、文化人组成评审团(分若干专业组)评选。

## 提名及獲獎名單

### 十大華語片
1. 《跛豪》
2. 《黃飛鴻》
3. 《五億探長雷洛傳》
4. 《九一神鵰俠侶》
5. 《婚姻勿語》
6. 《逃學威龍》
7. 《縱橫四海》
8. 《大紅燈籠高高掛》
9. 《雙旗鎮刀客》
10. 《北京，你早》

### 十大外語片
1. 《沉默的羔羊》
2. 《與狼共舞》
3. 《末路狂花》
4. 《未來戰士續集》
5. 《危情十日》
6. 《教父3》
7. 《綠咭情緣》
8. 《無語問蒼天》
9. / 《天倫之旅（英语：Everybody's Fine (1990 film)）》
10. 《大耳牛小傳（英语：Herzlich willkommen）》

## 獎項統計
| 數目 | 電影名稱 |
| 獲獎 | |
| 4    | 黃飛鴻 |
| 2    | 跛豪、九一神雕俠侶                                                                                            |
| 1    | 雙城故事、婚姻勿語、五億探長雷洛傳、與龍共舞、黑貓、雙鐲                                                      |
| 提名 | |
| 8    | 五億探長雷洛傳、黃飛鴻                                                                                        |
| 7    | 跛豪 |
| 6    | 何日君再來 |
| 5    | 婚姻勿語、九一神雕俠侶                                                                                        |
| 4    | 縱橫四海、逃學威龍、倩女幽魂Ⅲ道道道                                                                           |
| 3    | 雙城故事、與龍共舞                                                                                            |
| 2    | 拳王、衛斯理之霸王卸甲、莎莎嘉嘉站起來                                                                        |
| 1    | 表姐，妳好嘢！續集、雞鴨戀、五虎將之決裂、Yes一族、黑貓、飛鷹計劃、監獄風雲II逃犯、至尊無上II之永霸天下、雙鐲 |

### 金像獎電影
| 電影           | 獎項                                           |
| -------------- | ---------------------------------------------- |
| 跛豪           | 最佳電影、最佳編劇                             |
| 黃飛鴻         | 最佳導演、最佳剪接、最佳動作指導、最佳電影配樂 |
| 雙城故事       | 最佳男主角                                     |
| 婚姻勿語       | 最佳女主角                                     |
| 五億探長雷洛傳 | 最佳男配角                                     |
| 與龍共舞       | 最佳女配角                                     |
| 黑貓           | 最佳新人                                       |
| 九一神鵰俠侶   | 最佳攝影、最佳美術指導                         |
| 雙鐲           | 最佳電影歌曲                                   |

## 记事
- 颁奖典礼前，颁奖嘉宾成龙与候选“最佳男主角”的曾志伟开玩笑，“我到时假装念你的名字，你假装站起来。”当成龙宣布曾志伟当选影帝时，曾志伟以为玩笑之语，一动不动，直至司仪再三确认才上台领奖。
- 时任得克萨斯游骑兵棒球队总经理的美国前总统乔治•沃克•布什也出席了颁奖礼。

## 外部連結
- 第十一屆香港電影金像獎得獎名單新版 （页面存档备份，存于）
- 第十一屆香港電影金像獎得獎名單舊版 （页面存档备份，存于）